# Return of the Dozen Vol.1 (Mixtape)
Return Of The Dozen Vol.1 es una mixtape del grupo D-12, de fabricación propia en 2008 por el grupo, con el acuerdo formal de Shady Records. Se llevó a cabo en colaboración con DJ Mase (cerca de DJ Drama, DJ TI Oficial) y contiene sólo material original.
Todos los miembros del grupo aparecen en el disco, Proof (fallecido en 2006) incluidos. Si Eminem no rapea en el disco, es sin embargo si usted lo desea, el dúo Kuniva / Prueba. Tenga en cuenta que el rapero Royce Da 5'9, antiguo enemigo de la D12 aparece en Plead For Your Life como un signo de reconciliación.

## Lista de canciones
1. Intro [01:52]
2. We Back [04:11]
3. Throw Em Up High [05:01]
4. The Drill [02:25]
5. Cheatin in the Bedroom [04:52]
6. Biggest G is Chris Reed [02:59]
7. If You Want it [04:03]
8. I Am Gone [04:47]
9. You Never Know [03:49]
10. Win or Lose [03:57]
11. Im From the D [04:14]
12. Suicide [03:52]
13. Plead for Your Life [03:29]
14. Get this Paper [03:40]
15. Youre Not Gangsta Like Ross Whiteman [04:16]
16. Thats the Way that Goes [04:21]
17. This Situation [02:40]
18. 13 Mcs D12 [05:50]
19. Mrs. Pitts [04:21]
20. Outro [01:27]
21. Dont Hate Brittany Reed (Bonus Track) [03:46]

- Datos: Q6106852